# ハース (ロケット)
ハース（Haas）はルーマニアの人工衛星打上げロケット。ヨーロピアン・ルナ・エクスプローラー計画の一環としてルーマニアの民間宇宙飛行団体であるARCA SpaceがGoogle Lunar X Prizeと彼らの有人宇宙飛行計画に向けて2010年時点で開発を行っていた。ハースはアメリカ合衆国による1950年代のロックーン実験と同様、高高度気球からの打上げが行われる設計でハース2は航空機からの発射で、ハース2bは地上発射式の弾道飛行ロケットでスーパーハースは地上発射式軌道周回ロケットである。燃料は過酸化水素と歴青を使用する。
ハースの名は最初に多段式ロケットに関しての著作を著し、現在のルーマニア地域に住み、開発作業をしたロケットの先駆者であるコンラッド・ハースに因む。この3段ロケットは低軌道に400kgのペイロードを投入する性能を有する。初飛行はヨーロピアン・ルナ・エクスプローラーの宇宙機を載せて、2011年の初めを目処に現在計画が進められていた。ARCAはGoogle Lunar X Prizeに参加しており、2009年から一連のエンジンの試験を開始した。しかしロケットが打ち上げられることは無いまま、Google Lunar X Prizeは2018年に終了した
ARCAは太陽熱・ヘリウム気球を彼らの宇宙計画に使用する事を止めたので終了された。
ハースの開発に先立ち、ARCAはすでに2基のスタビロロケットを気球から打ち上げている。

## ハース 2
ハース 2は衛星投入能力を有する2段式打ち上げ機でIAR 111超音速機の胴体下部に搭載して空中から発射する。動力は新開発の Executor液体燃料ロケットエンジンで ARCAで開発中である。打ち上げ予定高度は約17,000 mで低軌道に400 kgのペイロードを投入予定であった。

## ハース 2c

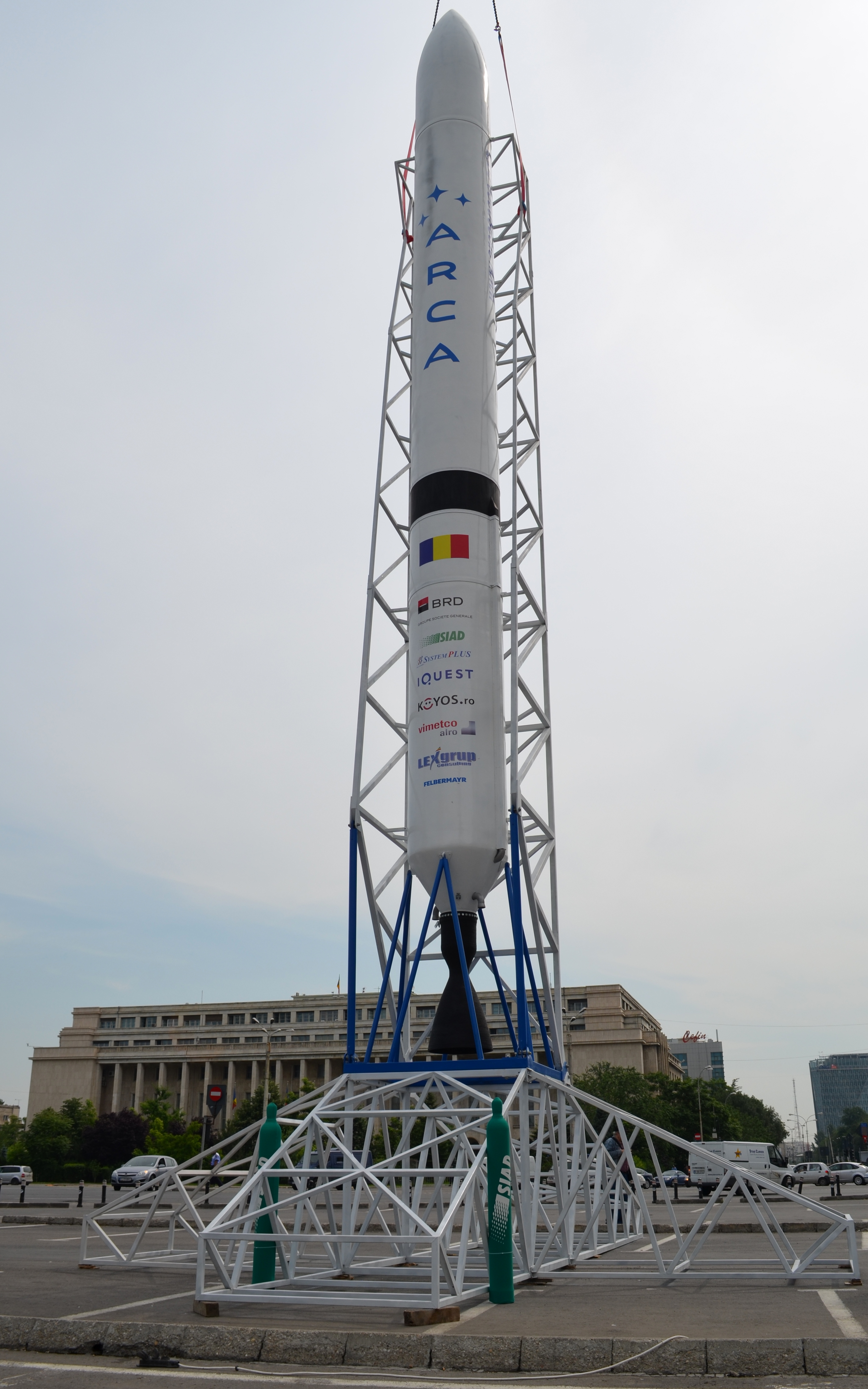
ブカレストの勝利広場で展示されたハース 2c ロケット

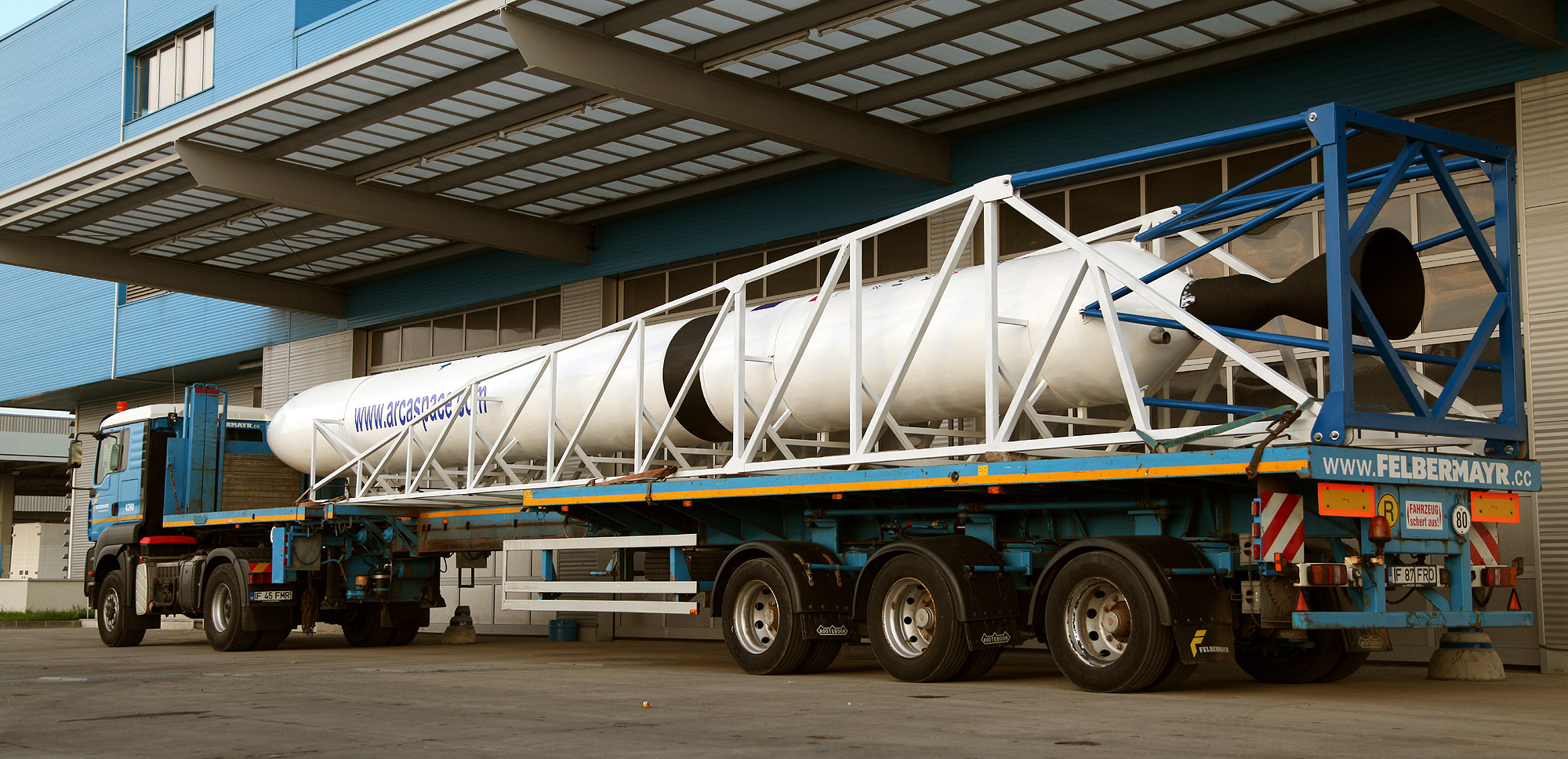
ハース 2c ロケット

ハース 2c はExecutor エンジンの試験用の機体である。単段式宇宙輸送機のための軽量のタンクを備え、2012年6月の時点では2013年初頭の打ち上げを予定していた。ARCA SpaceはExecutor エンジンの飛行試験の成功後、Google Lunar X Prize競技で勝つためにハース 2c を原型とした多段式ロケットの開発を予定していた。エンジンの試験は2012年6月に開始予定だった。

### 仕様諸元
- 全長:  18 m
- 直径:  1.2 m
- 空虚重量:  510 kg
- 燃料充填時の重量:  16,000 kg
- エンジン推力: 230 kN (23,000 kgf)
- エンジン燃焼時間:  3 分間
- エンジン燃焼率: 85 kg/s